# Сіккім Джаната Парішад
Сіккім Джаната Парішад (Sikkim Janata Parishad, SJP — «народна асоціація Сіккіму») — колишня політична партія індійського штату Сіккім, її засновником та лідером був Нар Бахадур Бхандарі.
SJP виграла вибори до парламенту штату в 1979 році, отримавши 22776 голосів (31,49 %) та 17 з 32 місць у парламенті, а її лідер Нар Бахадур Бхандарі став прам'єр-міністром штату.
В 1981 році SJP злилася з Індійським національним конгресом. Проте в 1984 Бхандарі вийщов з конгресу за заснував нову партію Сіккім Санґрам Парішад.
| Індія | Це незавершена стаття з географії Індії. Ви можете допомогти проєкту, виправивши або дописавши її. |